# Numérotation du matériel moteur de la Deutsche Bahn
La  numérotation du matériel moteur de la Deutsche Bahn correspond à celle de l'ex Deutsche Bundesbahn.
Le modèle de base se compose d'un numéro de série, d'un numéro d'ordre et d'une clé de contrôle rattachée au dernier chiffre par un trait d'union.
Le numéro de série et le numéro d'ordre ont toujours trois chiffres.

## Détermination du premier chiffre du numéro de série
Le premier chiffre du numéro de série indique le type de véhicule selon le tableau de correspondance ci-dessous :  
| Série | Type de matériel                                                |
| ----- | --------------------------------------------------------------- |
| 0     | Locomotives à vapeur                                            |
| 1     | Locomotives électriques                                         |
| 2     | Locomotives diesel                                              |
| 3     | Locotracteurs                                                   |
| 4     | Automotrices électriques                                        |
| 5     | Automotrices à accumulateurs                                    |
| 6     | Automotrices diesel                                             |
| 7     | Matériel de service                                             |
| 8     | Remorques et voitures pilotes de rames automotrices électriques |
| 9     | Remorques et voitures pilotes de rames automotrices diesel      |

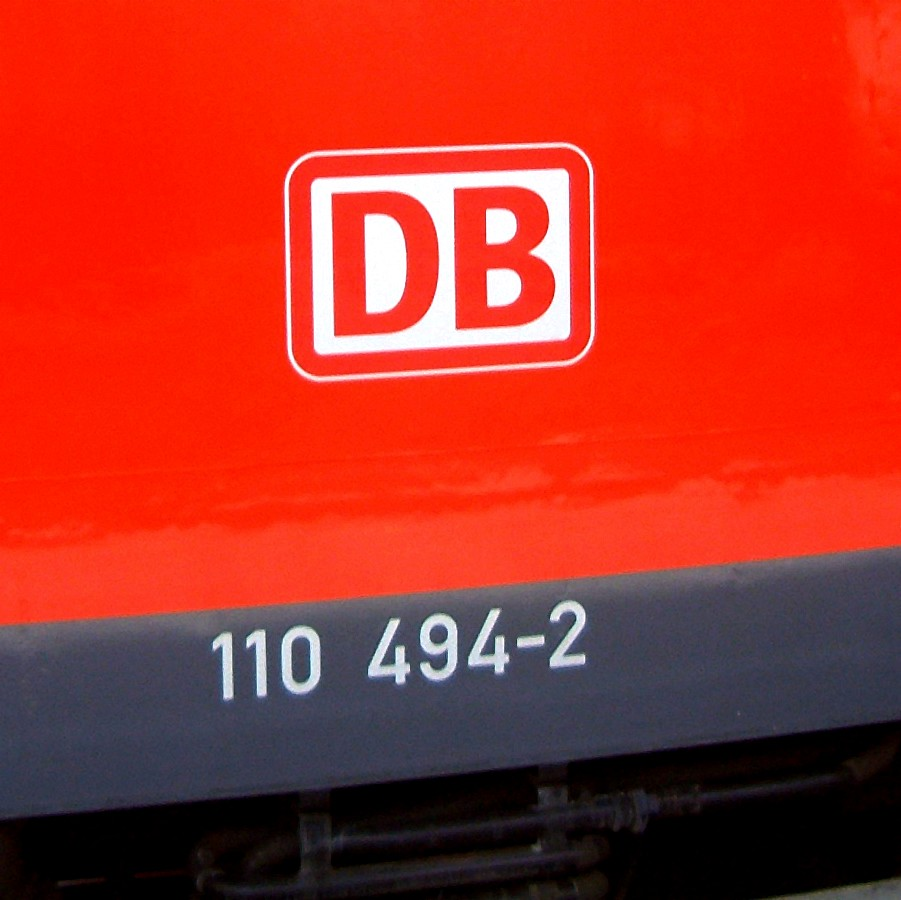
Locomotive électrique 110 494- 2

Lorsqu'une série de matériels compte plus de 1000 exemplaires, les véhicules suivants sont numérotés en suivant.
Pour le matériel plus ancien, les deux chiffres suivants dérivent du système de numérotation en vigueur jusqu'en 1968 à la Deutsche Bundesbahn (RFA) et jusqu'en 1991 à la Deutsche Reichbahn (ex RDA).

## Clé d'autocontrôle
Le code d'autocontrôle est calculé à partir des six premiers chiffres. On commence par multiplier chacun des six chiffres par un multiplicateur valant alternativement 1 ou 2 (premier chiffre multiplié par 1, deuxième chiffre  par 2, troisième par 1, etc.) ;
on calcule ensuite la somme de ces produits, en les décomposant si nécessaire (si > 9) ; la différence de la somme obtenue avec le multiple de dix immédiatement supérieur donne la clé de contrôle.
Lors de l'entrée dans les fichiers informatiques, un contrôle de vraisemblance est réalisé par la vérification du code de contrôle.      

## Exemples
110  494-2 : 
```
Numéro :            1  1  0  4  9  4   
Multiplicateur :    1  2  1  2  1  2   
Résultat :          1  2  0  8  9  8   
Total de contrôle : 1+ 2+ 0+ 8+ 9+ 8 = 28   
Complément à la dizaine supérieure : (30-28=) 2   2 = clé de contrôle    
```

 101  108-9 : 
```
Numéro :            1  0  1  1  0  8   
Multiplicateur :    1  2  1  2  1  2   
Résultat :          1  0  1  2  0  16   
Total de contrôle : 1+ 0+ 1+ 2+ 0+ 1+6 = 11   
Complément à la dizaine supérieure : (20-11=) 9   9 = clé de contrôle
```